# 北海道平取高等学校
北海道平取高等学校（ほっかいどうびらとりこうとうがっこう、Hokkaido Biratori High School）は、北海道沙流郡平取町にある公立（道立）の高等学校。全日制普通科。

## 沿革
- 1949年 - 北海道立静内農業高等学校（現在の静内高）の平取分校として設置
- 1951年 - 北海道平取高等学校として独立（開校）
- 1975年 - 北海道振内高等学校を吸収統合
- 1987年 - 全日制課程設置、定時制課程募集停止
- 1991年 - 道立に移管